# Теленга, Николай Абрамович
Николай Абрамович Теленга	(8 мая 1905—26 декабря 1966) — советский украинский энтомолог, один из основателей биологической защиты растений в СССР. Специалист-систематик по перепончатокрылым насекомым из семейств наездников, профессор, доктор биологических наук.

## Биография
Николай Абрамович Теленга родился в крестьянской семье в станице Степной Краснодарского края. Во время учёбы в Кубанском педагогическом институте работал на Кубанской станции защиты растений. По поручению преподавателя изучал насекомых, паразитирующих на вредителях хлебных злаков и плодовых деревьев. После окончания вуза (1926) получил направление на Высшие курсы прикладной зоологии и фитопатологии (Ленинград), впоследствии ставшие исследовательским институтом. Здесь под руководством Н. Ф. Мейера он начал овладевать систематикой наездников из семейств Ichneumonidae и Braconidae. Одновременно он работал на областной станции защиты растений.
Окончив курсы (1929), Н. А. Теленга временно работал старшим научным сотрудником Хорезмской опытной станции и в том же году стал сотрудником Всесоюзного института защиты растений (Ленинград). Здесь он прошёл путь от лаборанта до заведующего лабораторией хищных насекомых. Возглавлял работы по изучению вредителей цитрусовых на Черноморском побережье Кавказа, разработку и внедрение в садоводческую практику борьбы с ними с помощью божьих коровок. Организовал экспедицию на Дальний Восток для изучения хищников опасного вредителя калифорнийской щитовки. В 1936 году Н. Теленга защитил диссертацию и получил степень кандидата биологических наук.

### Период Второй мировой войны
В 1940 году Николай Абрамович переехал в Киев и занял должность заведующего лаборатории биологического метода борьбы в Институте зоологии АН УССР.
Когда началась Великая Отечественная война, Николай Абрамович в августе 1941 года мобилизован в ряды Советской Армии. Он находился в резервных частях, затем в Краснодарском крае. Здесь он работал зоологом на Армавирской туляремийной станции, впоследствии – агрономом-энтомологом в Армавирском земельном управлении.
Николай Абрамович вернулся в оккупированный Киев[уточнить], с января 1943 года работал в Институте защиты растений в должности заведующего лабораторией биологического метода (Институт защиты растений образован на месте остатков нескольких различных институтов после их эвакуации на восток, преимущественно на месте и из кадров Института зоологии АН УССР ).
После освобождения города с 15 ноября 1943 г. восстановился в должности зав. лаборатории Института зоологии АН УССР и вскоре защитил докторскую диссертацию (1944).

### Послевоенный период
В 1946 году в Киеве создали Институт энтомологии и фитопатологии Академии наук УССР (ныне «Институт защиты растений НААН Украины»), и тогда же Н. А. Теленгу перевели в этот институт на должность зав. лаборатории хищных и паразитических насекомых С 1952 года и до конца жизни он занимал должность заместителя директора института по научной части. С 1957 года учёный параллельно с административной работой возглавлял отдел микробиологического метода защиты растений.
Скончался 26 декабря 1966 года в Киеве.

### Научная деятельность
Н. А. Теленга сосредоточился на изучении природных врагов вредных насекомых, биологической защите растений и исследовании насекомых-энтомофагов, особенно паразитических перепончатокрылых: их систематике, морфологии, фаунистике, распространении, экологии.
Его путь в энтомологию начинался с изучения перепончатокрылых наездников. Именно о них идет речь в его первой публикации. Весомым итогом 15-летнего изучения семьи Braconidae стали три тома в серии «Фауна СССР» (см. ниже) общим объёмом более 1000 страниц. В этих монографиях Николай Абрамович обрисовал более 200 новейших для науки видов.
Позже он разработал схему происхождения и эволюции этой группы насекомых. Он показал, что основные комплексы наездников формировались на представителях других отрядов насекомых, в первую очередь на личинках жуков, обитающих в стволах деревьев. Этим была подкреплена теория о первичных хозяевах наездников, основанная на палеонтологическом материале. Его наградой является обширное внедрение способа фаунистических комплексов: учёт того, что обитание комплекса видов в одном природном районе свидетельствует об общности их происхождения. Он экспериментально показал, что специализированные энтомофаги способны предупреждать массовые размножения насекомых-вредителей, а многоядные (полифаги) важны в ликвидации вспышек массового размножения насекомых.
Теоретические исследования стали основой для разработки рекомендаций и комплексных практических мер по применению хищников (зоофагов) и паразитов для защиты культурных растений. В частности, он наметил круг природных врагов и на основе экспериментов обосновал их использование против ряда насекомых. Среди них долгоносик свекловичный обыкновенный, кровяная и другие тли, бабочки - листовки, озимая совка и плодожорки, калифорнийская и другие щитовки и червецы, клоп вредная черепашка, клеверные долгоносики-семенеиды. Особенно многое сделал он для изучения и практического использования яйцеедов из рода Trichogramma. Он выдвинул идею повышения эффективности энтомофагов путём гибридизации их биологических рас. Ценны также его разработки в применении против вредителей паразитических грибов и бактерий в сочетании с малыми дозами инсектицидов.
Н. Теленга возглавлял Комиссию по биометоду борьбы с вредителями при ВАСХНИЛ, входил в координационный совет по защите растений министерства сельского хозяйства СССР и зональный координационный совет по защите растений в Украине.
В память об ученом названа микроспоридия Nosema telengae Simchuk (1977) — паразита грушевой плодожорки и яйцееда — трихограмму Теленги (Trichogramma telengae Sorokina, 1987).

### Педагогическая деятельность
В 1930-е годы в Ленинграде на Высших курсах прикладной зоологии и фитопатологии Н. А. Теленга преподавал систематику паразитических насекомых и биометод защиты растений. В 1944-1948 годах по совместительству возглавлял кафедру защиты растений Белоцерковского сельскохозяйственного института. В январе 1947 году ему было присуждено звание профессора.
Под научным руководством Н. А. Теленги защищено более 20 кандидатских диссертационных работ. Его воспитанниками были известные украинские энтомологи: Н. П. Дядечко, А. И. Сикура, Л. В. Сикура, В. В. Ряховский, Г. Н. Жигаев, Н. В. Лаппа, А. И. Сметник, В. П. Приставко, М. М. Тронь, Ж. Д. Кудина, В. М. Гораль.

## Основные труды
- Фауна СССР. Насекомые перепончатокрылые. — Том V. Выпуск 2. Семейство Braconidae (ч. 1). — М.—Л.: Издательство АН СССР, 1936. — 404 с.
- Фауна СССР. Насекомые перепончатокрылые. — V. 3. Bracoridae. — М.—Л.: Издательство АН СССР, 1941. — 466 с.
- Основные закономерности эволюции паразитизма у наездников с точки зрения данных по семейству Braconidae (Hymenoptera) // Журнал общей биологии. — 1941. — Т. II, 1. — С. 159—168.
- Происхождение семейства Braconidae в связи с эволюцией подотряда наездников (Hymenoptera, Heterophaga) // Доклады АН СССР. — 1941. — Т. XXX, 9. — C. 861—864.
- Біологічний метод боротьби з шкідниками сільськогосподарських культур: Посібник сільському господарству. — 1946. — Т. 1.
- Биологический метод борьбы с вредными насекомыми (хищные кокцинеллиды и использование их в СССР). — Киев: Издательство АН УССР, Институт энтомологии и фитопатологии, 1948. — 120 с.https://www.zin.ru/animalia/coleoptera/rus/teleng48.htm.
- Семейство Braconidae. — В кн.: Определитель насекомых Европейской части СССР/Под ред. С. П. Тарбинского и Н. Н. Плавильщикова. — М.- Л.: Сельхозгиз, 1948. — 1127 с.
- Происхождение и эволюция паразитизма у насекомых-наездников и формирование их фауны в СССР. — К.: АН УССР, 1952. — 138 с. [Перекладено на англійську][7].
- Биологический метод борьбы с вредными насекомыми сельскохозяйственных и лесных культур. — Киев: Издательство АН УССР, Институт энтомологии и фитопатологии, 1955. — 87 с. https://www.zin.ru/animalia/coleoptera/rus/teleng55.htm.
- Обзор фауны наездников семейства Braconidae Таджикистана // Энтомологическое обозрение, 1949. т. Т. 30,N № 3-4.-С.381-388.
- К биологии калифорнийской щитовки и её паразитов в западных областях Украины // Науч. тр. Ин-та энтомологии и фитопатологии АН УССР. — К.: АН УССР, 1954. — Т. V. — С. 91–105.
- Фауна СССР. Насекомые перепончатокрылые. — V. 4. Braconidae. — М.—Л.: Издательство АН СССР, 1955. — 312 с. [Переведено на английский][8].
- До вивчення паразитів та хижаків хвойних пильщиків (Hymenoptera, Diprionidae) в умовах Київського Полісся // Праці Ін-ту зоології АН УРСР. — 1963. — Т. XIX. — С. 3–10.
- Динамика численности вредной черепашки на Украине и причины, обусловливающие её депрессию // Зоологический журнал. — 1967. — Т. 46, вып. 2. — С. 213—218.

Н. А. Теленга является автором более 130 научных и научно-производственных публикаций. Более полные списки трудов учёного опубликованы его биографиях и некрологах